# Adelson Ribeiro
Adelson Rosendo Lima Ribeiro, ou simplesmente Adelson Ribeiro, (Aracaju, 30 de março de 1965) é um advogado, empresário e político brasileiro, outrora deputado federal por Sergipe.

## Dados biográficos
Filho de José Raimundo Ribeiro e Ivanise Barbosa Lima. Tornou-se assistente parlamentar da Assembleia Legislativa de Sergipe em 1987 e quatro anos depois formou-se advogado pela Faculdade Integrada Tiradentes. Eleito deputado federal via PMDB em 1994, migrou para o PSDB logo após assumir o mandato. Candidato a reeleição em 1998, obteve uma suplência, contudo foi chamado ao exercício parlamentar quando o governador Albano Franco nomeou Ivan Paixão como secretário de Educação.